# JXD
A JinXing Digital CO.Ltd (conhecida como JXD, em chinês: 金星电子有限公司) é uma empresa fabricante de produtos eletrônicos fundada em 1995 com sede em Shenzhen, China.
A empresa produz smartphones, mobile TVs, tablets, além de outros dispositivos eletrônicos, sendo mais conhecida principalmente por seus consoles portáteis que rodam Android com foco em jogos retrôs.

## Produtos

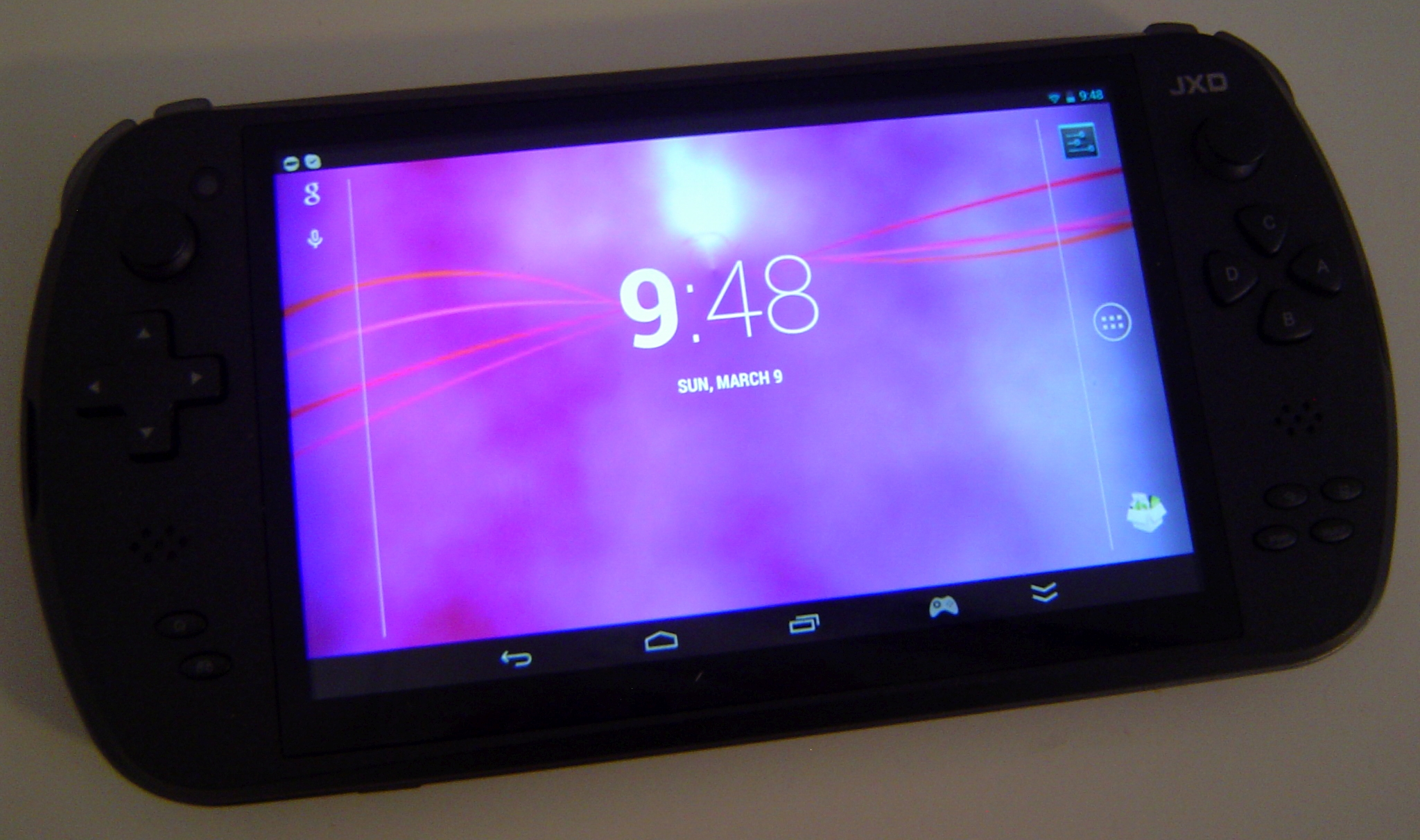
JXD 7800

### 2012
JXD S7100, JXD S601m, JXD V5200m, JXD S5110, JXD S5100, JXD S603, JXD S601, JXD S602, JXD V5200, JXD 300 b.

### 2013
JXD S5300, JXD S7300, JXD S5110b, JXD S502b, JXD S602b, JXD S7800A, JXD S5800.

### 2014
JXD T9006, JXD P3000G, JXD T9002, JXD T9000, JXD T8009, JXD T9003, JXD T7000, JXD T7001, JXD T8000L, JXD P300G, JXD P3000L, JXD P2000L, JXD P200G, JXD P300R, JXD P3000F, JXD P3000S, JXD P861, JXD P863, JXD S7800B.